# نادين مولر
نادين مولر (بالإنجليزية: Nadine Müller)‏ (و. 1985  م) هي منافسة ألعاب القوى من ألمانيا الشرقية، وألمانيا، ولدت في لايبزيغ، شاركت في الألعاب الأولمبية الصيفية 2012، وألعاب القوى في الألعاب الأولمبية الصيفية 2016.

## روابط خارجية
- نادين مولر على موقع الاتحاد الدولي لألعاب القوى (الإنجليزية)
- نادين مولر على موقع الاتحاد الأوروبي لألعاب القوى (الإنجليزية)
- نادين مولر على موقع الاتحاد الألماني لألعاب القوى (الألمانية)
- نادين مولر على موقع الدوري الماسي (الإنجليزية)
- نادين مولر على موقع اللجنة الأولمبية الدولية (الإنجليزية)
- نادين مولر على موقع أوليمبيديا (الإنجليزية)
- نادين مولر على موقع اللجنة الأولمبية الألمانية (الألمانية)